# James Beard Foundation
Pour les articles homonymes, voir JBF.

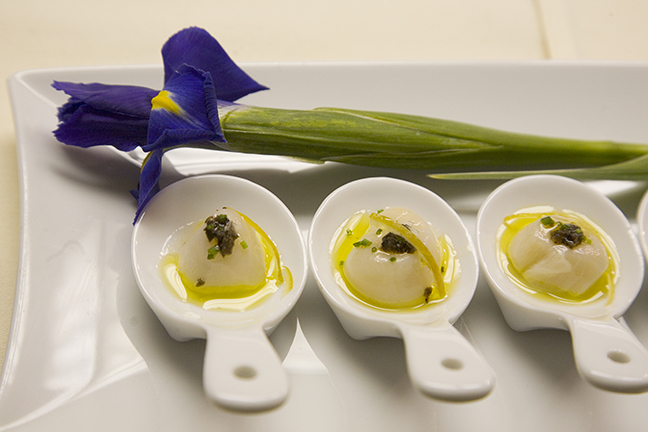
Entrées servies à la fondation (2007).

La James Beard Foundation (JBF) est une association à but non lucratif américaine basée à New York et nommée en l'honneur de James Beard (en). Elle vise à promouvoir l'art culinaire en récompensant des œnologues, des journalistes et auteurs de livres de cuisine. La fondation a également une vocation éducative et décerne des bourses.
La fondation a été ébauchée en 1986 par Peter Kump, un diplômé du Institute of Culinary Education (en) (ICE). Sur les conseils de Julia Child, Peter Kump achète alors l'ancienne propriété de James Beard dans le Greenwich Village pour en faire un lieu de rassemblement et d'échanges avec la presse et le public.

## Quelques personnes primées par la James Beard Foundation
- Judith Jones reçoit deux prix, dans la catégorie « Who is who food and beverage » en 1985 et « Lifetime Achievement » en 2006[1]
- Mark Bittman est primé pour son livre Jean-Georges: cooking at home with a four-star Chef (1999), coécrit avec Jean-Georges Vongerichten, son livre How to cook everything (1999), et son émission de télévision du même nom en 2006[2].
- Marion Cunningham, qui a collaboré avec James Beard, est primée en 2003 par la fondation pour l'ensemble de sa carrière[3]
- Gabrielle Hamilton est désignée meilleure cheffe à New York en 2011, de nouveau primée en 2012 pour ses mémoires de cheffe, et remporte le prix de cheffe exceptionnelle en 2018. Elle remporte également un prix James Beard en 2015 pour un article qu'elle a écrit pour le magazine de voyage Afar ; intitulé « Dans les vignes[4] ».
- Ghaya Oliveira est désignée meilleure pâtissière en 2017 après avoir été nommée en 2012, 2015 et 2016[5]
- Fatima Ali remporte de façon posthume deux prix de la James Beard Foundation, en 2019 pour un article et en 2023 pour un ouvrage[6]